# Regioni dell'Italia augustea
Le regioni dell'Italia augustea furono gli 11 territori in cui fu suddivisa l'Italia Romana da Augusto (in un anno non precisato) e che, in quanto evoluzione dello stesso Ager Romanus (e costituendo quindi il territorio metropolitano di Roma abitato esclusivamente da cittadini romani), la privilegiavano e differenziavano dalle province romane (costituenti tutti i restanti territori dell'Impero romano al di fuori dell'Italia).
Le regioni non avevano finalità di organi intermediari tra il governo centrale di Roma e le singole realtà urbane, esse erano prive di funzioni politiche e amministrative, essendo queste ultime delegate alla Regio I Latium et Campania di cui faceva parte anche l'Urbe. Furono sostituite nel 314 d.C. dalla Diocesi d'Italia.
Lo stesso nome (regiones), fu dato da Augusto nel 7 a.C. alle 14 zone in cui suddivise il territorio della città di Roma, che hanno dato origine ai 22 rioni di Roma, le zone che costituiscono il centro odierno della capitale.

## Inquadramento politico delle Regioni

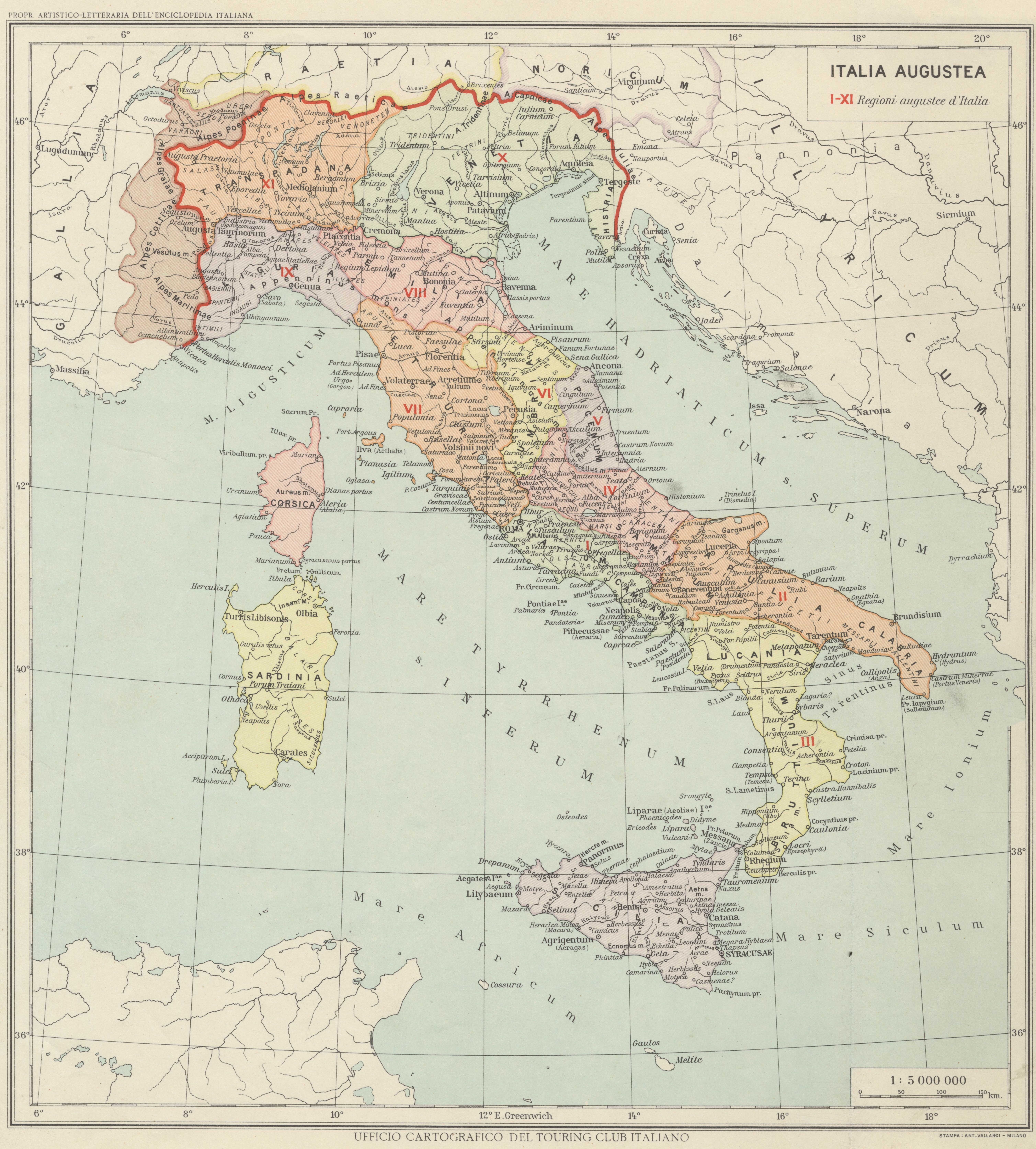
Cartina storica dell'Italia augustea

In epoca repubblicana (fino alla guerra sociale), l'Italia si configurava come una federazione di territori con diversi status amministrativi: le città erano distinguibili in municipia (optimo iure e sine suffragio), aventi una certa indipendenza e autonomia politico-amministrativa; in coloniae, città di nuova fondazione che i romani avevano creato allo scopo di antropizzare un territorio non abitato o come avamposto militare per controllare un territorio di frontiera politicamente instabile; e in città alleate (costituite da tutti i restanti centri italici confederati). 
Le colonie a loro volta si distinguevano tra colonie di diritto latino e colonie di diritto romano (colonia civium romanorum), le prime costituite da cittadini romani che si trasferivano in queste colonie perdendo la cittadinanza e acquisendo un'autonomia amministrativa locale retta dallo ius Latii, le seconde, invece, costituite da cittadini romani che mantenevano la propria cittadinanza.
Oltre a queste realtà civiche riconosciute a livello amministrativo, il territorio italico presentava una moltitudine di altri aggregati e agglomerati da dover snellire per la politica e l'amministrazione territoriale, e di cui ci dà testimonianza la Lex Rubria de Gallia Cisalpina: fora, conciliabula, oppida, vici, castella. Successivamente alla guerra sociale Roma concesse la cittadinanza romana a tutti gli abitanti della penisola col criterio dello ius soli, facendo sì che già alla fine della Repubblica l'Italia fosse unita sotto un solo regime giuridico e come unica entità statale.
Con l'avvento dell'impero Augusto diede maggiore organizzazione all'unità politica dell'Italia. Le regiones avevano la finalità di snellire la burocrazia e di semplificare i censimenti dei cittadini, nonché di facilitarne l'arruolamento nelle legioni. Come riferito da Plinio il Vecchio nella sua Naturalis historia, Augusto riorganizzò l'Italia suddividendola nelle seguenti regioni:
- Regio I Latium et Campania
- Regio II Apulia et Calabria
- Regio III Lucania et Bruttii
- Regio IV Samnium
- Regio V Picenum
- Regio VI Umbria et ager Gallicus[5]
- Regio VII Etruria[6]
- Regio VIII Aemilia
- Regio IX Liguria[7]
- Regio X Venetia et Histria
- Regio XI Transpadana

L'Italia fu privilegiata da Augusto e dai suoi successori che vi costruirono una fitta rete stradale e abbellirono le città dotandole di numerose strutture pubbliche (foro, templi, anfiteatro, teatro, terme, ecc.), fenomeno noto come evergetismo augusteo.
L'economia italica era florida: agricoltura, artigianato e industria ebbero una notevole crescita che permise l'esportazione dei beni verso le province.
L'incremento demografico fu rilevato da Augusto con tre censimenti: i cittadini maschi furono 4.063.000 nel 28 a.C., 4.233.000 nell'8 a.C. e 4.937.000 nel 14 d.C. Se si considerano anche le donne e i bambini, nonché gli schiavi e i peregrini residenti, la popolazione totale nell'Italia del I secolo d.C. può essere stimata sui 15 milioni di abitanti circa.
Le regioni non avevano finalità di organi intermediari tra il governo centrale di Roma e le singole realtà urbane, esse erano prive di funzioni politiche e amministrative, essendo queste ultime delegate alla capitale.

### Fonti antiche
- Plinio il Vecchio, Naturalis Historia, Liber III (testo latino originale su la.wikisource)
- Strabone, Geografia, IV, 6; V, 1-4; VI, 1